# 30 messidor
30 prairial 30 thermidor
Le décadi 30 messidor, officiellement dénommé jour de la chalemie, est le 300e jour de l'année du calendrier républicain.
C'était généralement le 18e jour du mois de juillet dans le calendrier grégorien.

## Décès
- An V : 18 juillet 1797
  - Le peintre Jean-Bernard Restout (° 22 février 1732)